# Lichinomycetes
Classe
Ordre
Les Lichinomycetes sont une classe de champignons lichénisés (lichens), presque systématiquement associés à des cyanobactéries. Il ne comprend que l'ordre des Lichinales qui comporte lui-même quatre familles.

## Liste des familles
Selon Myconet :
- Gloeoheppiaceae
- Heppiaceae
- Lichinaceae
- Peltulaceae